# Biserica Sfântul Bartolomeu din Marne
Biserica Sfântul Bartolomeu (în italiană Chiesa di San Bartolomeo), denumită de obicei San Bartolomeo, este o biserică romano-catolică în stil romanic, situată în Marne, cartier al orașului italian Filago.
Biserica datează din secolul al XII-lea, dar din clădirea veche s-a păstrat doar absida, construcția fiind restaurată în anii 1984-1988.
Este biserica unde a fost botezat monseniorul Maurizio Malvestiti, episcop romano-catolic al diecezei Lodi.

## Galerie foto

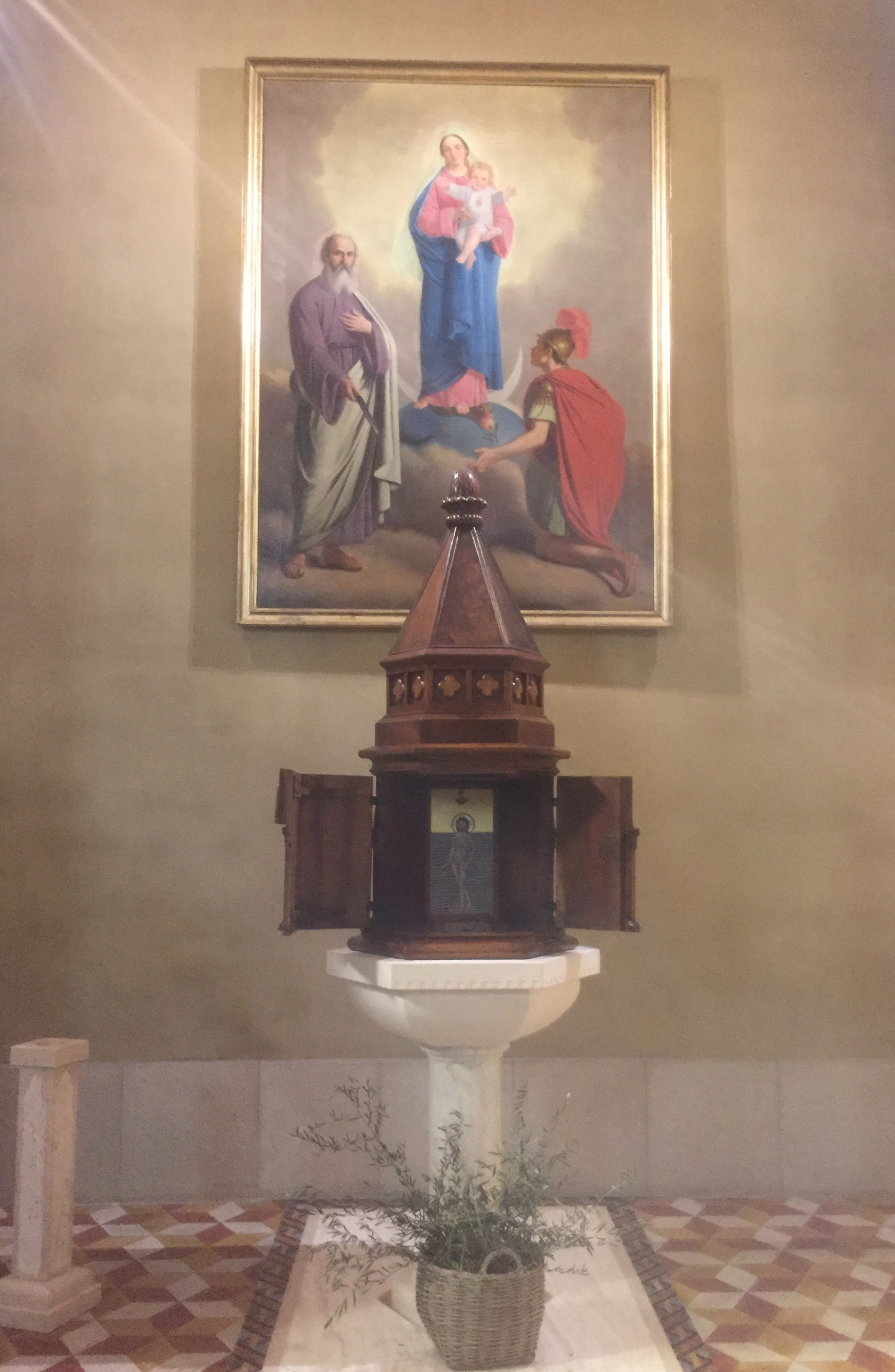
Baptisteriul unde a fost botezat Monseniorul Maurizio Malvestiti.
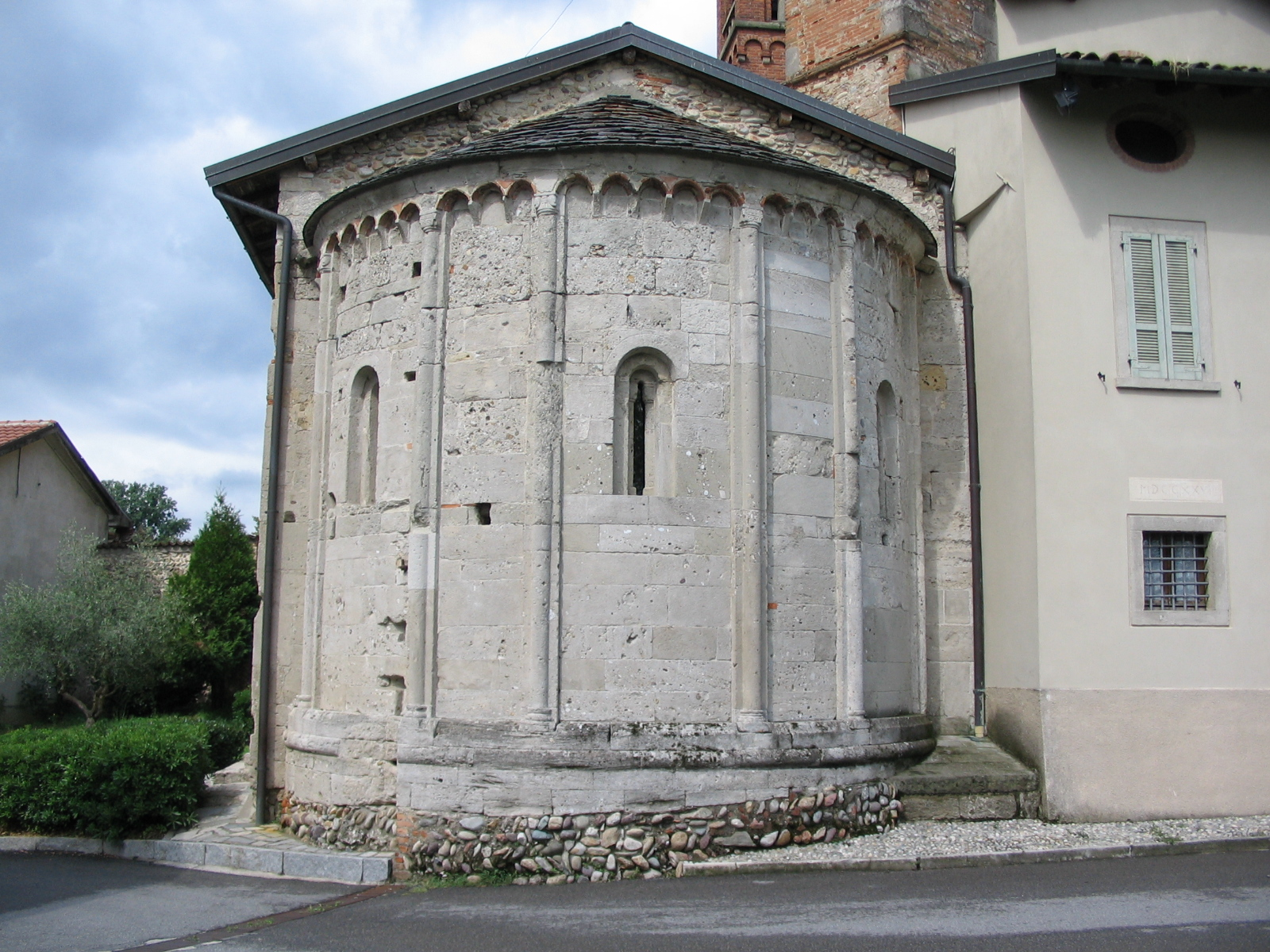
Absidă.
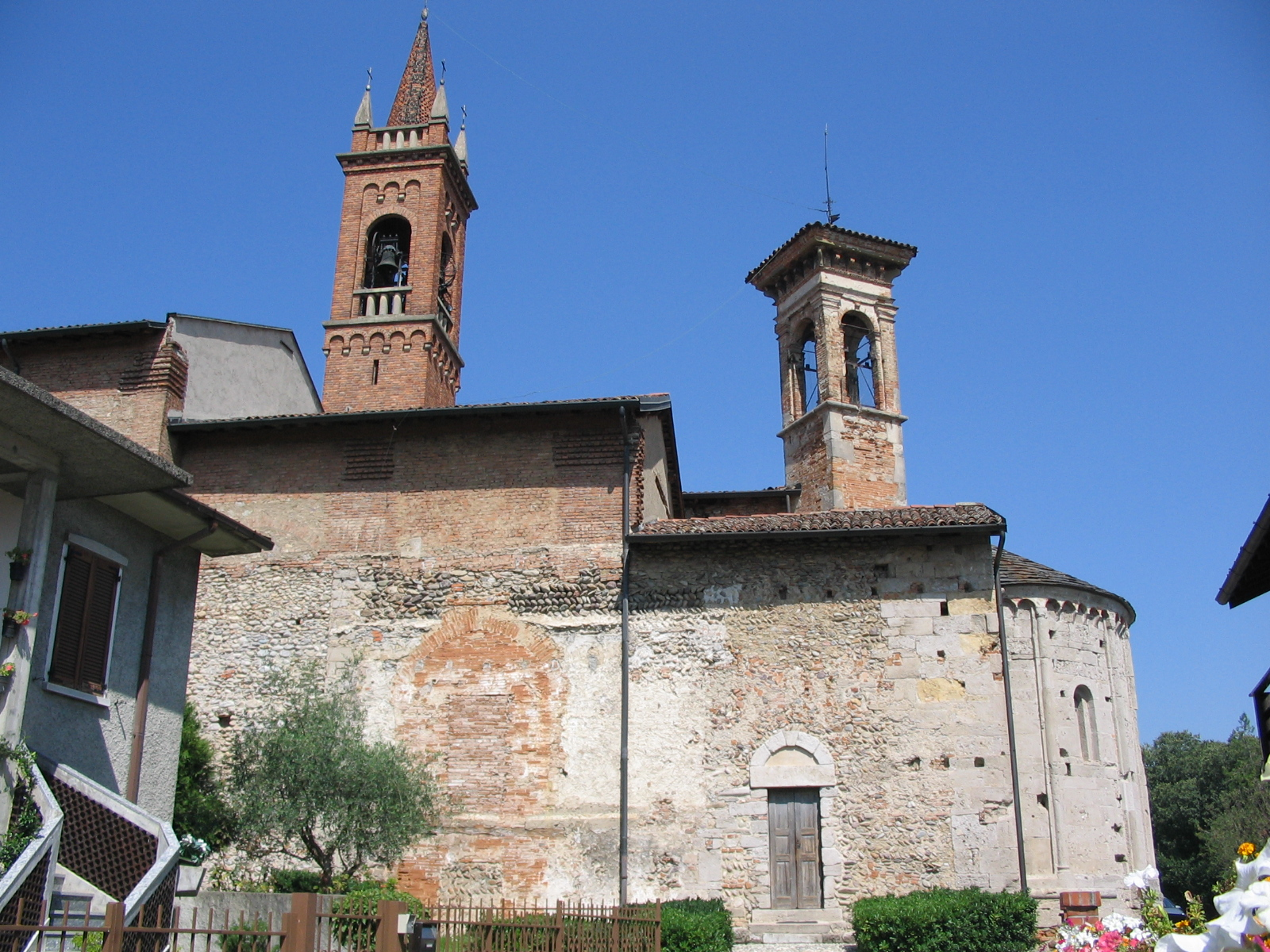
Biserica Sf. Bartolomeu - vedere laterală.